# 명절
명절(名節)이란 전통적으로 해마다 지켜 즐기는 날로, 오래도록 계속된 관습에 따라 생겨난 기념일이자 휴일이다. 옛날에는 계절에 따라서 가일(佳日) 또는 가절(佳節)이라 하여 여러 가지 행사를 실시하였으며, 이런 일들이 차츰 명절로 굳어진 것이다.

## 나라별 명절

### 한국
현대 한국 사회에서는 양력 1월 1일 새해 첫날, 음력 1월 1일 설날, 음력 8월 15일 추석이 법정공휴일로 지정된 명절로 기념된다. 또한 법정공휴일은 아니지만 음력 1월 15일 정월 대보름도 일부 가정에서 기념한다.
전통적인 한국의 명절로는 음력 1월 1일의 설날과 15일의 정월 대보름, 4월의 한식, 4월의 부처님 오신 날, 5월의 단오, 6월의 유두(流頭), 7월의 백중(百中), 8월의 추석, 11월의 동지(冬至) 등이 있다. 그리고 10월은 상달이라 하여 천신(天神)에게 제사지내는 말날〔牛日〕과 강신일(降神日)이 있었으며, 12월에는 납향날〔臘享日〕과 그믐날에 여러 행사를 벌였다. 이와 같은 명절은 대개 보름마다 한 번씩 있는 절기(節氣)와는 구분되는 것으로 계절에 따라 뜻깊은 날을 정한 것이다. 그러나 오늘날에는 음력설, 대보름, 추석 외에는 대부분 전통 명절이 기념되고 있지 않다. 이것은 농경사회에서 산업사회로 옮겨옴에 따라 생겨난 변화라고 할 수 있다. 또한 양력 1월 1일 양력설인 새해 첫날이 조선 후기에 을미개혁 이후 양력이 도입되어 명절로서 기념된다.

## 같이 보기
- 연말연시
- 공휴일
- 크리스마스